# カイミ
カイミ（kaimi、1995年2月15日 - ）は、日本のファッションモデル、ローカルタレントである。北海道を拠点として活動する。ドンクエンタープライズ所属。身長182cm。父はアメリカ人、母は日本人。
高校時代からファッションモデルとして活動を始め、2015年からは4年間情報番組のリポーターを務める。
2018年10月23日、同じ事務所所属の吉田晴香との結婚をお互いのInstagramにて報告した。2022年中に離婚していたことが、吉田のInstagramにて2023年3月31日に発表された。

## 出演

### 番組
- イチモニ! - 火曜日レギュラー担当（2015年3月 - 2019年3月）。

### 映画

#### 日本語吹替版
- ドクター・ストレンジ（2016年）
- リメンバー・ミー（2017年）
- アントマン&ワスプ（2018年）